# Stanisław Modlibowski
Stanisław Modlibowski herbu Dryja – cześnik wschowski w latach 1688-1696, skarbnik kaliski w latach 1679-1687.
Sędzia kapturowy sądu grodzkiego poznańskiego w 1696 roku.